# Georges Pire
Georges Charles Clement Ghislain Pire ali Dominique Pire, belgijski dominikanski redovnik, nobelovec, humanitarist, * 10. februar 1910, Dinant, † 30. januar 1969, Leuven, Belgija. 
Izkazal se je pri organizaciji in oskrbi beguncev po drugi svetovni vojni v Evropi. Za svoje prizadevanje je prejel Nobelovo nagrado za mir leta 1958. Decembra 1958 je Pire opravil ob podelitvi predavanje z naslovom "Bratska ljubezen: Temelj miru."

## Življenje
Pire je bil rojen v Dinantu v Belgiji. Bil je najstarejši otrok štirih, rojen Georgesu Pire starejšemu, uradniku, in Berthe (Ravet) Pire.
Ob izbruhu prve svetovne vojne leta 1914 je oče z družino pobegnil iz Belgije v Francijo v čolnu pred nemškimi vojaki. Po premirju leta 1918 se je bila družina vrnili v porušeni Dinant. 
Pire je študiral klasiko in filozofijo na Collège de Bellevue in pri osemnajstih vstopil v Dominikanski priorij La Sarte v Huyu. Zaobljubil se je 23. septembra 1932, izbral je novo redovno ime Dominique, po ustanovitelju reda. Študiral je teologijo in družbene znanosti na pontifikalnem mednarodnem inštitutu Angelicum, ki postane kasneje Pontifikalna univerza svetega Tomaža Akvinskega, Angelicum v Rimu, kjer je pridobil doktorat iz teologije leta 1936 z disertacijo z naslovom L'Apatheia ou insensibilité irréalisable et destructrice (Apatija kot nezapopadena in destruktivna neobčutljivost). Po študiju se vrne poučevanju sociologije.

## Kariera
Po končanem študiju se vrne v La Sarte, v Huy, v Belgijo, kjer se je posvetil pomoči revnim družinam živeti v skladu z njihovim dostojanstvom. Med drugo svetovno vojno je Pire služboval kot kaplan belgijskemu odporu, aktivno  je sodeloval v dejavnostih odpora, skrivnem tihotapljenju zavezniških pilotov iz države in prejel kasneje zato več vojnih odlikovanj.
Leta 1949 je začel preučevati težave povojnih beguncev (in drugih prisilno izseljenih oseb [ ... ]) in napisal knjigo o njih, pa tudi ustanovil organizacijo, da bi jim pomagali. Organizacija je ponujala tudi sponzorska sredstva za begunske družine in v petdesetih letih dvajsetega stoletja zgradila več naselij v Avstriji in Nemčiji za pomoč prenočevanja več beguncev. Kot družbeni aktivist se izkaže za dosledno versko neobremenjenega delavca, kar ni bilo vedno razumljeno pri nadrejenih.
Po Nobelovi nagradi za mir postane Pire tudi soustanovitelj "Mirovne univerze", ki bi dvignila globalno razumevanje. Kasneje se posveti preprečevanju revščine, pričenja projekte v Bangladešu in Indiji.
Umrl je v katoliški bolnišnici Louvain leta 1969 zaradi zapletov pri operaciji.
Več kot 30 let po njegovi smrti so vse štiri organizacije, katerih je ustanovil, še vedno aktivne. V njegov spomin so mu posvetili program tudi v univerzi v Oxfordu.

## Organizacije Dominiqua Pireja
- Servis d'Entraide Familiale : deluje v prid ponovni socialni vključitvi oseb, ki so v težavah,
- Aide aux Personnes Déplacées : je aktivna na področju beguncev v Belgiji, sponzorira otroke v državah v razvoju,
- Université de Paix : (Mirovna univerza) specializirana za preprečevanje konfliktov v družini in na delovnem mestu,
- Iles de Paix : (Otoki miru) izvaja dolgoročne razvojne projekte s prebivalci držav Burkina Faso, Benin, Mali, Gvineja Bissau, Ekvador, Bolivija in Peru.